# Live 2005 au Palais des sports
Albums de Michel Sardou
Du plaisir Hors format
Live 2005 au Palais des sports est le quinzième album live de Michel Sardou enregistré en 2005 au Palais des sports de Paris et paru chez AZ/Universal.

## Titres
| 1.  | Annonce                      |  |
| 2.  | Les Bals populaires          |  |
| 3.  | Les Ricains                  |  |
| 4.  | En chantant                  |  |
| 5.  | Le Rire du sergent           |  |
| 6.  | Le Temps des colonies        |  |
| 7.  | La Java de Broadway          |  |
| 8.  | Du plaisir                   |  |
| 9.  | Marie-Jeanne                 |  |
| 10. | Chanteur de jazz             |  |
| 11. | Je ne suis pas mort, je dors |  |
| 12. | Les Hommes du vent           |  |
| 13. | Je vais t'aimer              |  |
| 14. | J'accuse                     |  |
| 15. | Je n'oublie pas              |  |
| 16. | Non merci                    |  |
| 17. | La Vie, la Mort, etc.        |  |
| 18. | Le Privilège                 |  |

| 1.  | Un accident                  |  |
| 2.  | L'Aigle noir                 |  |
| 3.  | Une fille aux yeux clairs    |  |
| 4.  | Je m'en souviendrai sûrement |  |
| 5.  | Les Villes de solitude       |  |
| 6.  | Espérer                      |  |
| 7.  | Loin                         |  |
| 8.  | Musulmanes                   |  |
| 9.  | Les Lacs du Connemara        |  |
| 10. | Salut                        |  |
| 11. | Dis-moi                      |  |

## Crédits

### Musiciens
- Direction musicale: Jacques Veneruso
- Arrangements: Pierre-Jean Scavino
- Batterie: Laurent Coppola
- Guitares: Jean-Philippe Hann et André Hampartzoumian
- Basse: Jean-Marc Haroutiounian
- Claviers: Jean-Marie Negozio et Manu Guerrero
- Choristes: Angeline Annonier, Virginie Constantin et Delphine Elbe
- Premier violon: Caroline Collombel
- Violons: Iglika Pandjarova, Gwenaelle Chouquet et Claire Lisiecky
- Altos: Cécile Brillard-Marseguerra et Nathalie Carlucci
- Violoncelles: Audrey Blanchet et Florence Hennequin

### Équipe technique et production
- Direction de production: Roger Abriol assisté de Marie-Pierre Bussac
- Régie générale: Michel Marseguerra
- Conception lumière: Fred Péveri
- Opérateur console automatique : Cyril Prat
- Tech lumières : Alex Molnar, Samuel Thery et Laurent Garnier
- Sonorisation salle: Jean-Marc Hauser
- Tech son façade : Sebastien Dandreiss
- Sonorisation scène: Xavier Gendron
- Tech son scène : Ronan Cassar
- Backlines : Eric Salmon, Pascal Scossa-Baggi

### Les dates de la tournée[1]
2004 :
Toulon Zénith Oméga, 01/10/2004
Paris Olympia 06/10/2004-13 novembre 2004
Lille Zénith, 17 novembre 2004
Bruxelles Forest National 18-19-20 novembre 2004
Lyon Halle Tony Garnier, 23-24 novembre 2004
Genève Geneva Arena 25 novembre 2004
Metz Les Arènes, 01/12/2004
Strasbourg Le Rhénus 02/12/2004
Mulhouse Parc des Expositions, 03/12/2004
Neuchâtel Patinoire du littoral, 04/12/2004
Toulouse Zénith, 7-8-9/12/2004
Montpellier Zénith, 10-11/12/2004
Nice Palais Nikaia, 15/12/2004
Marseille Le Dôme, 16-17/12/2004
Genève Geneva Arena, 20-21/12/2004
2005 :
Douai Gayant Expo, 12 janvier 2005
Rouen Zénith, 13-14 janvier 2005
Brest-Penfeld Parc des Expositions, 18 janvier 2005
Rennes Le Liberté, 19-20 janvier 2205
Caen Zénith, 21-22 janvier 2005
Liévin Stade couvert régional, 25 janvier 2005
Amiens Parc des Expositions, 26 janvier 2005
Bruxelles Forest National, 27 janvier 2005
Bruxelles Forest National, 28 janvier 2005
Paris Palais des Sports, 3-20/02/2005
Lyon 2-3/03/2005
Clermont-F. Zénith d'Auvergne, 4-5/03/2005
Nancy-Maxeville Zénith, 08/03/2005
Grenoble Summum, 9-10/03/2005
Albertville Halle Olympique, 11/03/2005
Orléans Zénith, 16/03/2005
Angers Amphitea 4000, 18/03/2005
La Rochelle Parc des Expositions, 19/03/2005
Bordeaux Patinoire Meriadeck, 22-23-24/03/2005
Pau Zénith, 25-26/03/2005
Le Mans Antares, 01/04/2005
Tours Parc des Expositions, 02/04/2005
BesanÁon Salle Micropolic, 5-6/04/2005
Clermont-F. Zénith d'Auvergne, 07/04/2005
Montpellier Zénith, 08/04/2005
Bourges Chapiteau, 13/04/2005
Reims Parc des expositions, 14/04/2005
Luxembourg D'Coque 16/04/2005
2005 - Tournée d'été :
Nîmes Arènes, 11/07/2005
Carcassonne Théâtre, 13/07/2005
Béziers Arènes, 15/07/2005
Arcachon Vélodrome, 19/07/2005
Vienne Théâtre Antique, 23/07/2005
Monaco Salle des Étoiles, 25-26-27/07/2005
Sion (Suisse) Stade de Tourbillon, 30/07/2005
Colmar Festival de la Foire aux Vins, 05/08/2005
2005 - Tour d'automne :
Lille Zénith Arena, 28/09/2005
Reims Parc des Expositions, 29/09/2005
Québec Colisée Pepsi, 05/10/2005
Montréal Salle Wilfrid Pelletier, 6-7/10/2005
Rouen Zénith, 13/10/2005
Caen Zénith, 14/10/2005
Le Mans Antares, 15/10/2005
Orléans Zénith, 16/10/2005
Nancy Maxeville Zénith, 20/10/2005
Bruxelles Forest National, 21/10/2005
Dijon Zénith, 25/10/2005
Cournon Zénith d'Auvergne, 26/10/2005
Nice Palais Nikaia, 28/10/2005
Marseille Le Dôme, 29/10/2005

## Vidéo
Une vidéo de ce concert, réalisée par Serge Khalfon, a été filmée au Palais des sports les 18 et 19 février 2005 et publiée au format DVD. Ce DVD comporte en bonus un documentaire intitulé Sur la route du Palais des sports ainsi qu'une version live de La rivière de notre enfance, en duo avec Garou et enregistrée à Marseille.